# Carina Horn
Carina Horn (née le 9 mars 1989 à Ladysmith) est une athlète sud-africaine, spécialiste des épreuves de sprint.

## Biographie
Demi-finaliste du 60 mètres lors des championnats du monde en salle de 2014, elle porte son record personnel sur 100 m à 11 s 06 en juillet 2015 à Madrid et égale le record d'Afrique du Sud.
Le 22 juin 2016, Carina Horn s'impose dans sa demi-finale des Championnats d'Afrique en 11 s 14 avant de remporter la médaille d'argent en finale le lendemain derrière Murielle Ahouré avec un chrono de 11 s 07 (+ 2,0 m/s). 
Le 9 février 2018, à Eaubonne Carina Horn améliore son record personnel et le record d'Afrique du Sud du 60 m à 7 s 10. 
Le 17 mars 2018, elle bat le record d'Afrique du Sud du 100 m en remportant sa demi-finale des championnats nationaux, en 11 s 03. Elle remporte ensuite la finale en 11 s 08. Le 4 mai 2018, lors du Meeting de Doha, première étape de la ligue de diamant 2018, elle bat son propre record national du 100 m et devient la première sud-africaine à descendre sous la barre des 11 secondes, en 10 s 98. 
Le 16 septembre 2019, elle est suspendue provisoirement pour dopage, à 10 jours du début des mondiaux. Un de ses échantillons a révélé la présence de deux substances interdites : l'ibutamoren et le LGD-4033. 
Elle revient à la compétition en 2022, remportant sur 100 m le titre national en avril, puis la médaille de bronze aux championnats d'Afrique en juin. 
Une semaine après sa médaille, elle est de nouveau testée positive à un produit interdit, cette fois au clenbuterol, dans le cadre d'une compétition à Ordizia dans le pays basque espagnol, où elle établit le meilleur temps de saison (en 11 s 07) et remporte la finale en 11 s 19. Le 14 juillet 2023, le Gouvernement basque la bannit de toute compétition pour une durée de 6 ans, à compter du 13 mars 2023, ce que l'Athletics Integrity Unit confirme le 4 août suivant.

## Palmarès
| Date | Compétition            | Lieu             | Résultat | Épreuve   | Temps   |
| ---- | ---------------------- | ---------------- | -------- | --------- | ------- |
| 2010 | Championnats d'Afrique | Nairobi          | 7e       | 200 m     | 24 s 04 |
| 2016 | Championnats d'Afrique | Durban           | 2e       | 100 m     | 11 s 07 |
| 2016 | Championnats d'Afrique | Durban           | 1re      | 4 x 100 m | 43 s 66 |
| 2016 | Ligue de diamant       | Ligue de diamant | 4e       | 100 m     | détails |
| 2018 | Coupe du monde         | Londres          | 3e       | 100 m     | 11 s 32 |
| 2018 | Ligue de diamant       | Ligue de diamant | 7e       | 100 m     | 11 s 54 |
| 2022 | Championnats d'Afrique | Saint-Pierre     | 3e       | 100 m     | 11 s 14 |

## Records
| Épreuve | Épreuve   | Temps        | Lieu | Date            |
| ------- | --------- | ------------ | ---- | --------------- |
| 60 m    | En salle  | 7 s 09 (NR)  | Metz | 11 février 2018 |
| 100 m   | Plein air | 10 s 98 (NR) | Doha | 4 mai 2018      |